# Eva Braun

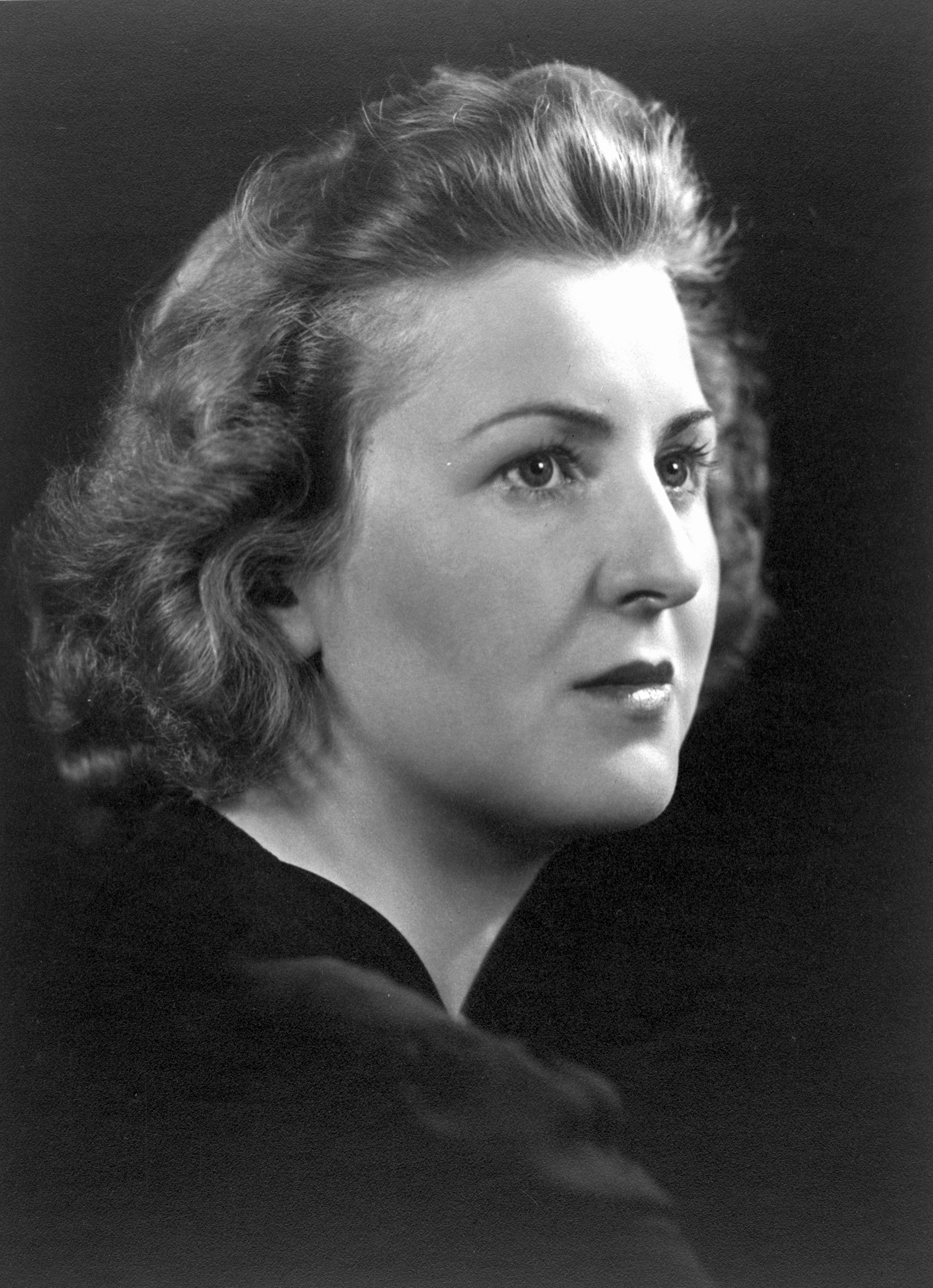
Eva Braun, späte 1930er Jahre

Eva Anna Paula Braun (* 6. Februar 1912 in München; † 30. April 1945 in Berlin als am 29. April 1945 verheiratete Eva Hitler) war, wahrscheinlich seit 1932, die der Öffentlichkeit verheimlichte Geliebte Adolf Hitlers. Beide heirateten einen Tag vor dem gemeinsamen Suizid im umkämpften Berlin, kurz vor der bedingungslosen Kapitulation der Wehrmacht im Zweiten Weltkrieg.

## Leben und Wirken

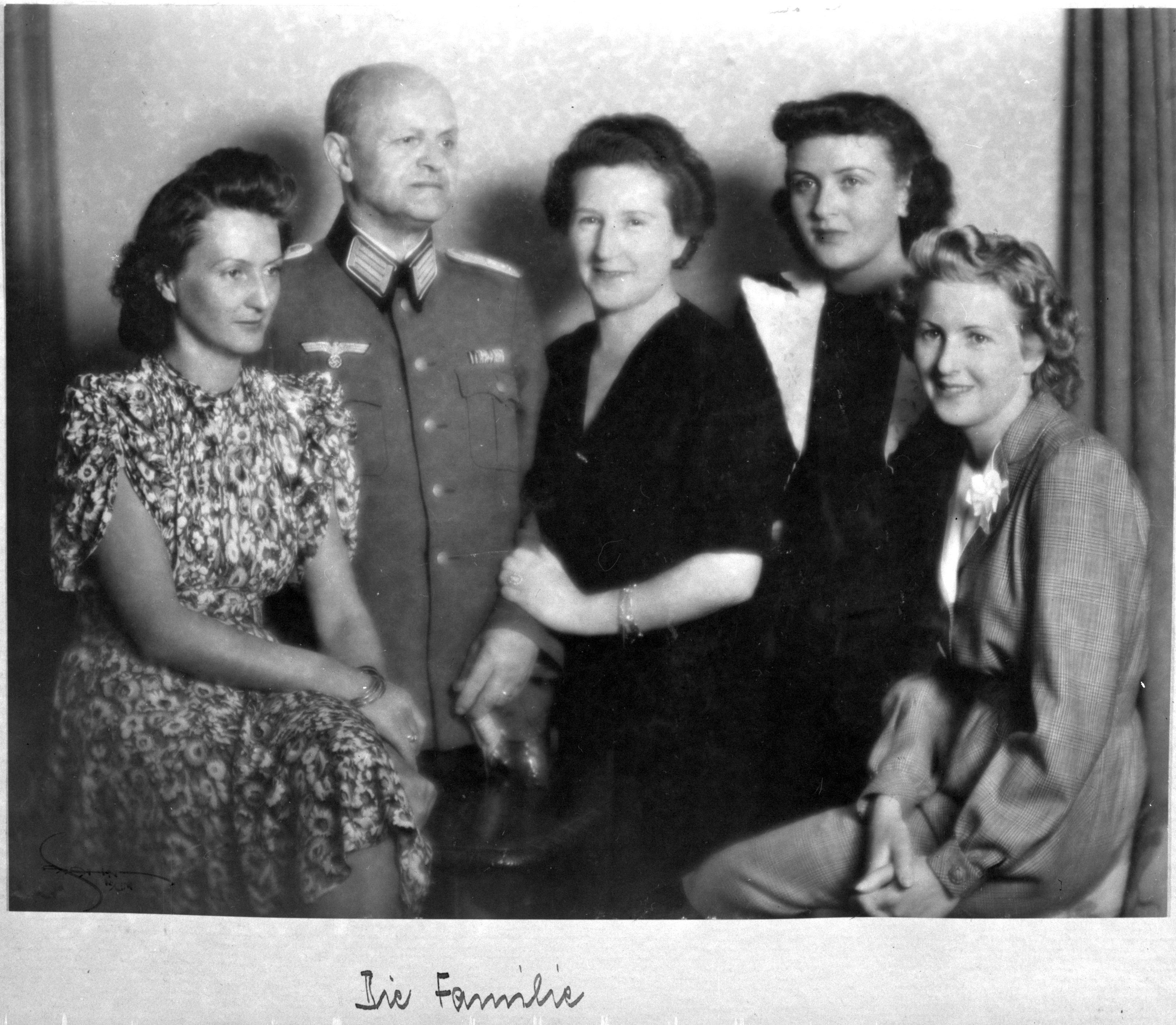
Eva Brauns Familie

### Familie
Die Eltern von Eva Braun, Friedrich (genannt „Fritz“, * 1879) und Franziska (Fanny) Katharina Braun (geb. Kronberger, * 1885), überlebten ihre Tochter. Sie starben am 22. Januar 1964 bzw. 13. Januar 1976 in Ruhpolding (Oberbayern) und sind dort auf dem neuen Bergfriedhof begraben. Der Vater war von Beruf Gewerbestudienrat und Kunstschreiner.
Eva Braun hatte zwei Schwestern, Ilse (1908–1979) und Margarete (1915–1987; genannt „Gretl“). Ilse war dem Nationalsozialismus gegenüber sehr skeptisch eingestellt. Sie hielt sich weitestgehend von Hitlers Umgebung fern und besuchte ihre Schwester nur selten auf dem Obersalzberg. Im Lauf der Jahre hielt sie Eva oft vor, immer arroganter und oberflächlicher zu werden. Gretl gehörte zum ständigen Kreis um Eva auf dem Berghof; sie heiratete am 3. Juni 1944 den aufstrebenden SS-Offizier Hermann Fegelein (1906–1945), einen Verbindungsoffizier Heinrich Himmlers. Fegelein versuchte im April 1945 zu fliehen, wurde jedoch gefangen genommen. Da Hitler ihn verdächtigte, mit dem vorangegangenen Kapitulationsangebot Himmlers an die Alliierten in Verbindung zu stehen, ließ er ihn am 29. April 1945 im Hof der Neuen Reichskanzlei erschießen. Selbst Eva konnte den Diktator nicht davon abhalten. Sie setzte sich zunächst für ihren Schwager ein, beendete aber ihre Bemühungen, als sie feststellte, dass Fegelein ihre Juwelen gestohlen und seine schwangere Frau betrogen hatte. Gretl Fegelein war zu diesem Zeitpunkt hochschwanger und brachte am 5. Mai 1945 eine Tochter zur Welt, die sie in Erinnerung an ihre Schwester „Eva“ nannte.
Eva Braun wurde an der Kloster-Handelsschule in Simbach am Inn ausgebildet und nach dem Schulabschluss in München als Fotolaborantin bei Heinrich Hoffmann, dem späteren Fotografen Hitlers, angestellt. Dort lernte sie wahrscheinlich 1929 mit 17 Jahren Adolf Hitler kennen und wurde von ihm in den folgenden Jahren häufig zum Essen oder zu einem Getränk eingeladen sowie ins Kino ausgeführt. Nach dem Suizid von Hitlers Nichte Geli Raubal (1908–1931) intensivierte sich ab 1932 der Kontakt zwischen Braun und Hitler, der 23 Jahre älter als sie war.
Ab dem Jahr 2000 berichtete Eva Brauns Cousine Gertraud Weisker (* 1923 als Gertraud Winckler) in mehreren Fernsehdokumentationen, Interviews und dem autobiographischen Roman Evas Cousine über ihre gemeinsame Zeit.

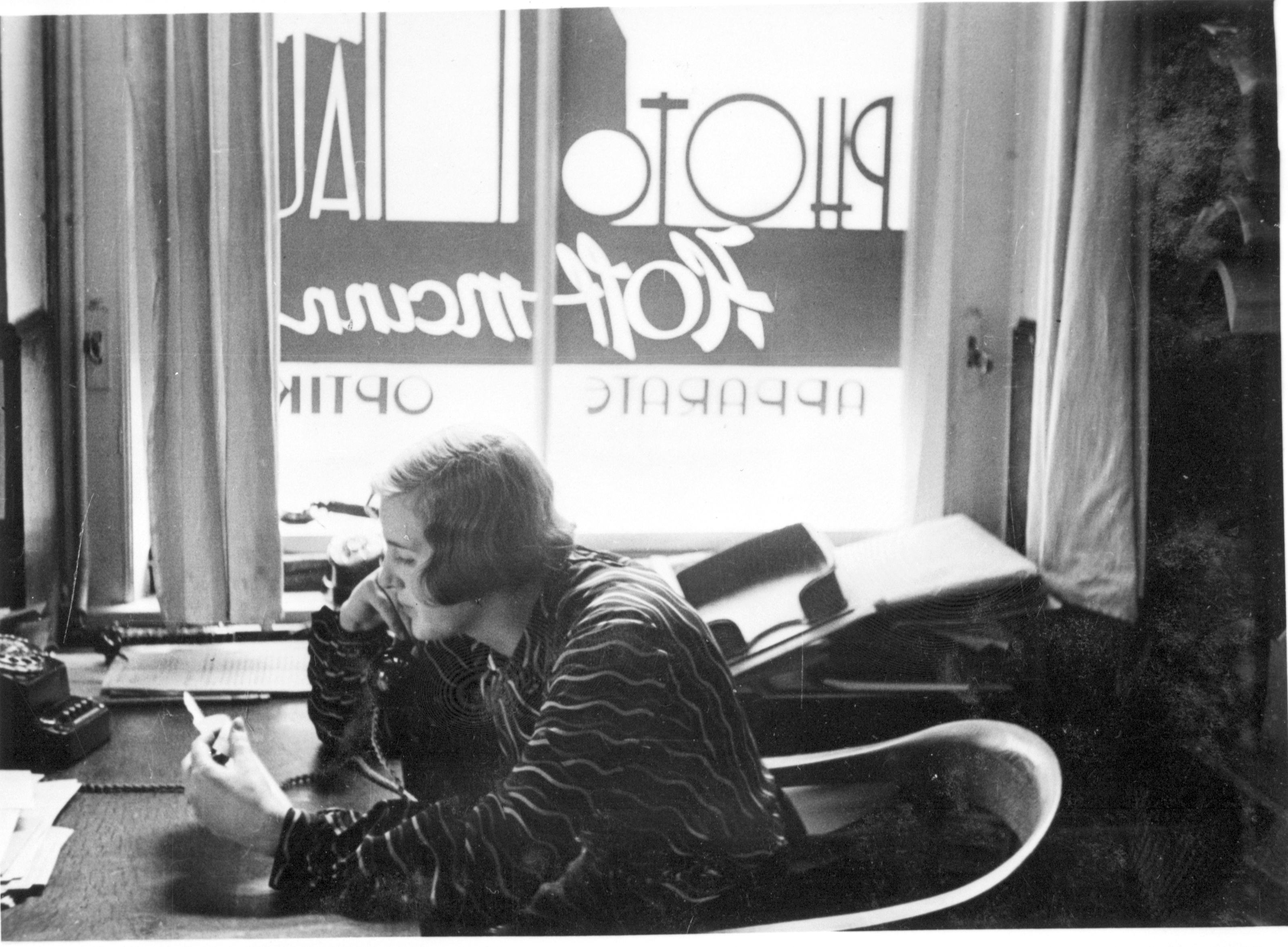
Eva Braun in Hoffmanns Atelier, 1932

### Hitlers Geliebte
In den folgenden Jahren bestand zwischen Eva Braun und Hitler ein intensives Verhältnis, das vor der Öffentlichkeit bis zum Ende des Zweiten Weltkriegs geheim gehalten wurde. Hitler zeigte sich fast nie öffentlich mit ihr und gab sie selbst im engsten Kreis des Berghofs, wo Braun und Hitler ab 1936 gemeinsam lebten, als Wirtschafterin und Privatsekretärin aus, obgleich die Beziehung einem engeren Kreis von Vertrauten bekannt war.
Anfang 1932 begannen sie, größtenteils geheim, eine Liebesbeziehung. Oft soll Eva die Nacht in Hitlers Münchner Wohnung verbracht haben, wenn er in der Stadt war. Hitler unterhielt offiziell keine Liebschaft und verbot Eva Braun, sich in der Öffentlichkeit als Frau an seiner Seite zu zeigen. Im Berghof lagen beider Zimmer nebeneinander und waren miteinander verbunden.

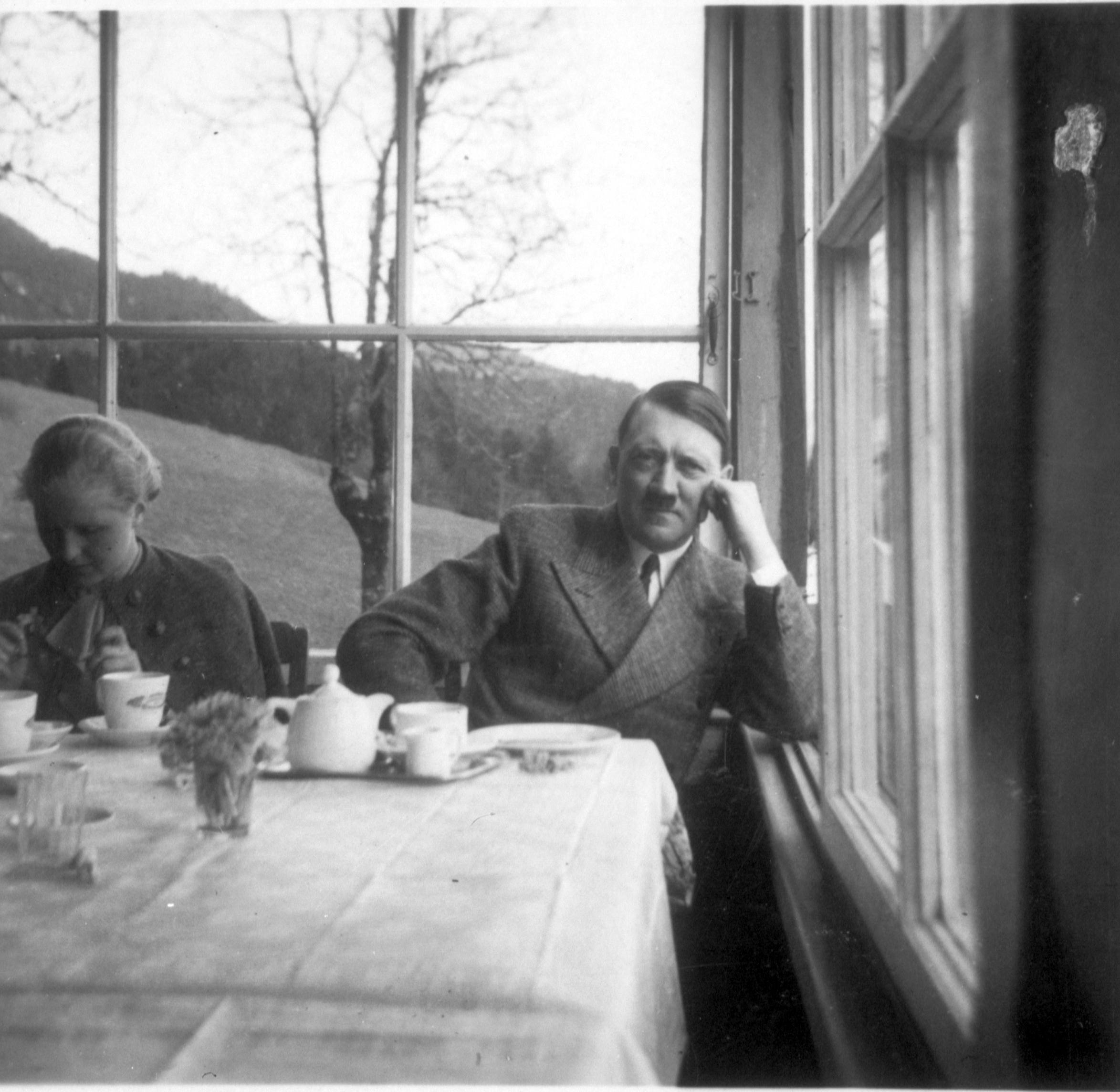
Eva Braun mit Adolf Hitler, 1935

Am 10. oder 11. August 1932 unternahm Eva Braun einen ersten Suizidversuch, indem sie sich mit der Pistole ihres Vaters in die Brust schoss. Historiker werten dies als einen Versuch, Hitler näher zu kommen, ohne dabei tatsächlich suizidale Absichten zu verfolgen. In der Zeit nach Eva Brauns Selbstmordversuch wurde aus dem bis dahin „lockeren Verhältnis“ zu Hitler „eine feste Beziehung“. Am 1. November 1932 schoss sie sich mit einer 6,35er Pistole in den Hals; sie fühlte sich von Hitler, der vor der Reichstagswahl am 6. November 1932 oft auf Wahlkampfreisen war, vernachlässigt. Braun unternahm Ende Mai 1935 mit Tabletten einen weiteren Suizidversuch, wahrscheinlich um sich erneut Hitlers Zuneigung zu vergewissern; auch dieser Suizidversuch wird überwiegend als Appellationssuizid angesehen, der also nicht zum Tode, sondern zu mehr Beachtung führen sollte. Hitler ließ sich vom behandelnden Arzt versichern, dass es sich nicht um eine Vortäuschung gehandelt habe. Nach dem Suizidversuch schenkte Hitler ihr eine Villa in der Wasserburger Straße 12 (heute Delpstraße) in Münchens vornehmem Stadtteil Bogenhausen im Wert von 30.000 Reichsmark, wobei Eva Brauns Arbeitgeber Heinrich Hoffmann als Käufer auftrat und Hitler „bei dieser Transaktion zu keinem Zeitpunkt in Erscheinung trat“. Sie ging auch nicht mehr bei Hitlers Leibfotografen Heinrich Hoffmann zur Arbeit, wurde aber auf dessen Lohnliste bis zum Kriegsende mit monatlich 450 Reichsmark geführt.

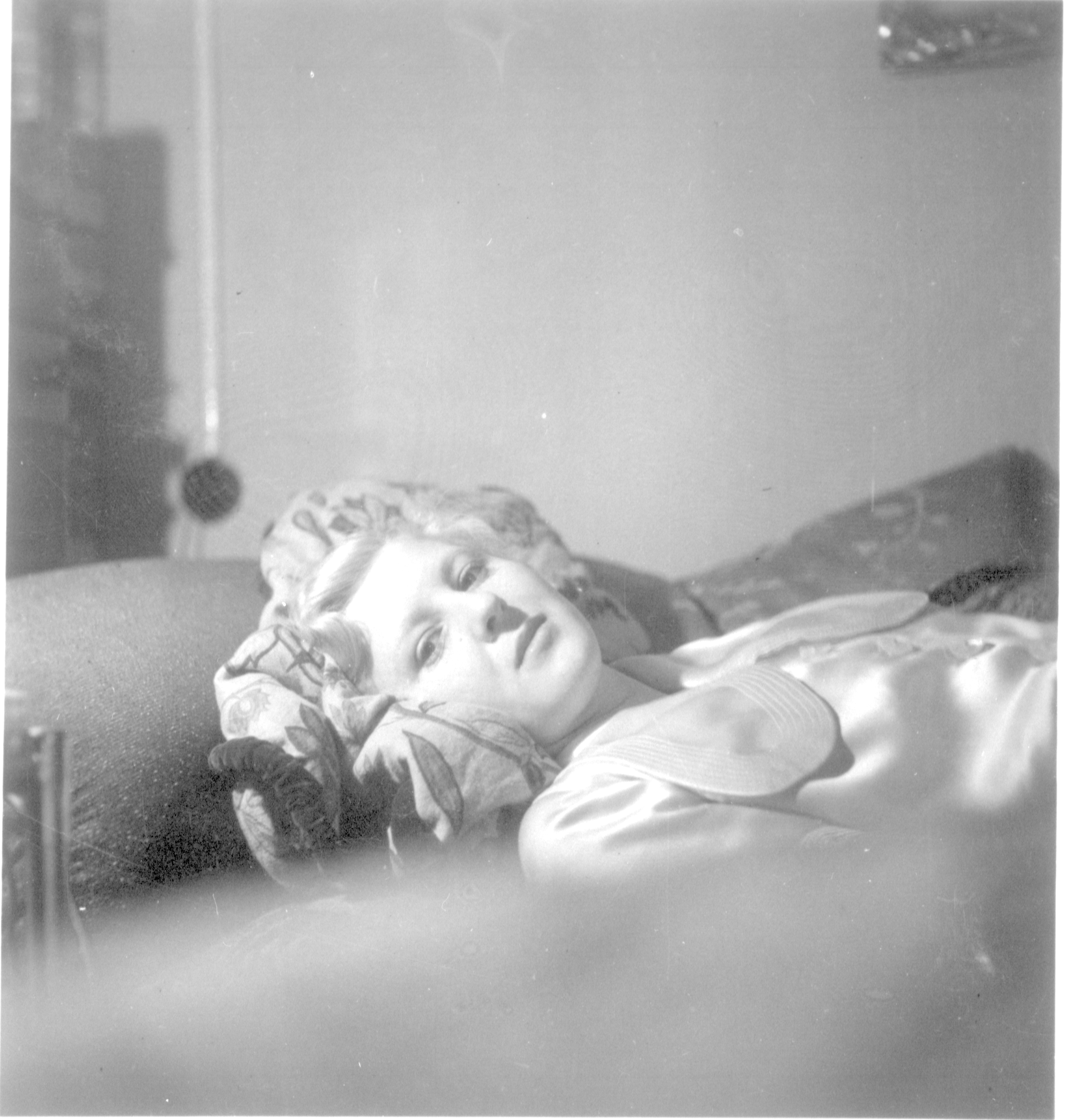
Eva Braun kurz nach ihrem zweiten Selbstmordversuch, Herbst 1935

Häufig lud Eva Braun Freunde und Verwandte auf Hitlers Landhaus, den Berghof, nach Obersalzberg ein, um dort im Kreise des Diktators, seiner Vertrauten und Adjutanten Zeit zu verbringen. Für die Stubenmädchen des Berghofs entwarf sie die Berufskleidung; laut Aussage einer Angestellten war Eva Braun begeistert von der Schauspielerin Marika Rökk.
Bei offiziellen Anlässen auf dem Obersalzberg, wie Besuchen von ausländischen Politikern, NSDAP-Mitgliedern oder hohen Militärs, mussten sich Braun und ihre Begleitung meist zurückziehen. Dies änderte sich in gewissem Umfang erst mit der Heirat ihrer Schwester mit Hermann Fegelein, Verbindungsoffizier der Waffen-SS beim Führer; dadurch war Braun als Schwägerin Fegeleins mit einer Legende versehen, die ihren Aufenthalt auch vor jenen plausibel machte, die nach Hitlers Willen nichts von der Beziehung Hitler-Braun wissen sollten oder durften.
Zu ihrer Vorstellungswelt gehörte, offiziell zur ersten Frau im Staat aufzusteigen. Sie äußerte sich mehrfach dahingehend, dass sie sich Hitlers Willen unterordne. Die Beziehung zwischen Eva Braun und Hitler wurde von Zeitzeugen nicht als harmonisch bezeichnet; es sind zahlreiche Streitigkeiten und Demütigungen Brauns durch Hitler innerhalb der eng begrenzten Öffentlichkeit belegt, in der sie zugelassen war. Die Tiefe der gefühlsmäßigen Bindung Hitlers an Braun ist ebenso strittig wie der Umfang der sexuellen Komponente ihrer Beziehung.
Der Hitler-Biograf Joachim Fest schrieb: „Im Unterschied zu Geli Raubal war Eva Braun lediglich seine Mätresse, mit allen Ängsten, Demütigungen, die diese Stellung im Gefolge hat.“

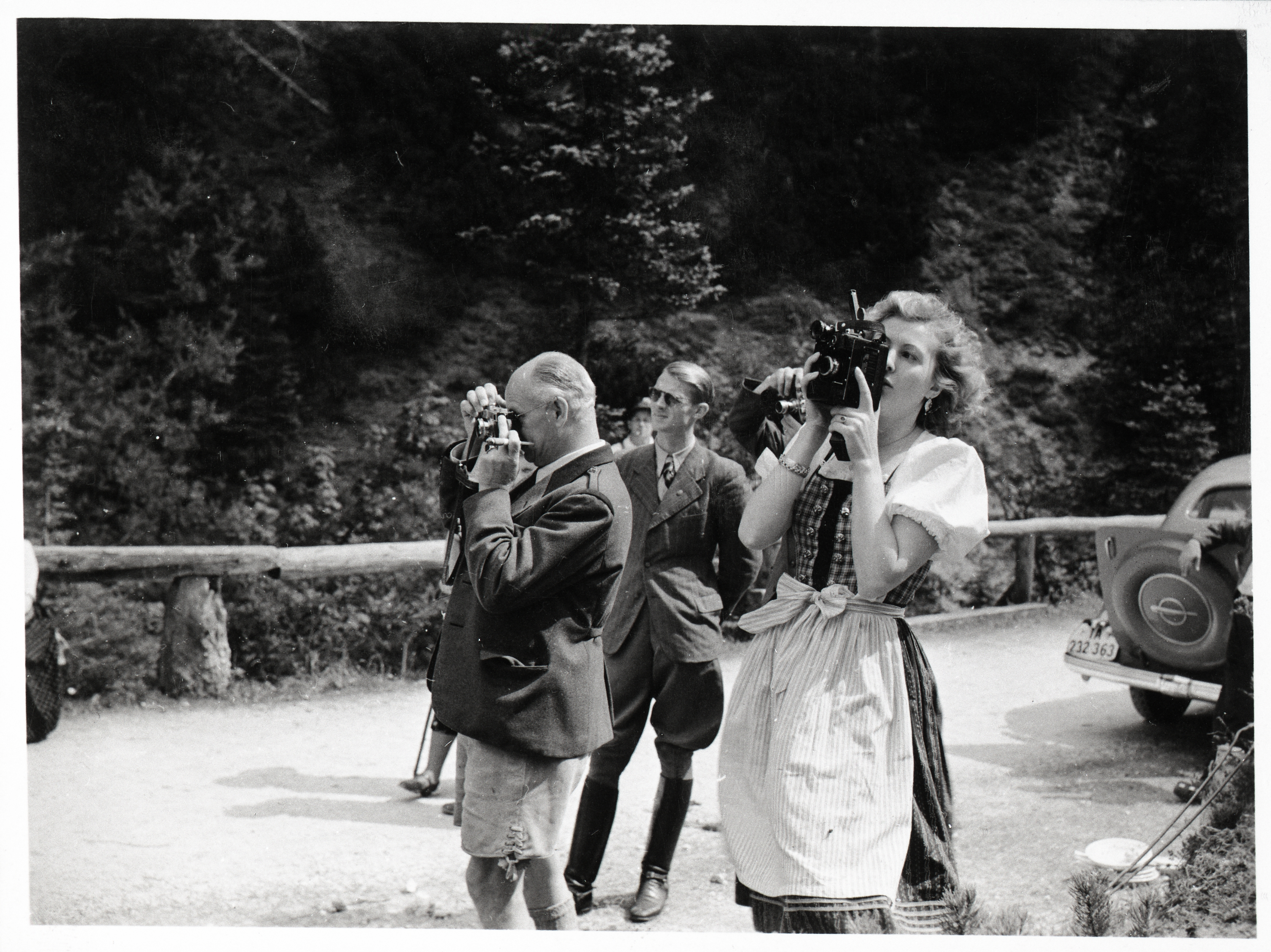
Eva Braun besucht einen Drehort des Films „Der laufende Berg“, 1941

### Filmaufnahmen
Von einer gewissen historischen Bedeutung sind die von Eva Braun angefertigten Foto- und Filmaufnahmen, darunter in großem Umfang Farbfilmaufnahmen, die unter anderem viele nationalsozialistische Würdenträger im privaten Umfeld von Hitlers Berghof zeigen. Sie filmte mit einer 16-mm-Agfa-Movex-Kamera. Den Aufnahmen gab sie den Namen Die bunte Filmschau.

### Heirat und Tod
Eva Braun kam am 7. März 1945 von München nach Berlin und zog Mitte April in ein Zimmer des Führerbunkers. Ob sie gegen den Willen Hitlers nach Berlin kam, ist unklar. Trotz Aufforderungen aus ihrer Familie, Berlin wieder zu verlassen, blieb sie bis zu ihrem gemeinsamen Ende dort. In der Nacht vom 29. April 1945 heirateten Eva Braun und Adolf Hitler. Die Eheschließung vollzog der Stadtrat und Gauamtsleiter Walter Wagner, Trauzeugen waren Joseph Goebbels und Martin Bormann.
Einen Tag später, am 30. April 1945, vollzog die nunmehrige Eva Hitler gemeinsam mit Adolf Hitler Suizid im Führerbunker. Sie starb durch die Einnahme von Zyankali. Die Leichen wurden von Martin Bormann, Hitlers Kammerdiener Heinz Linge, seinem SS-Adjutanten Otto Günsche und einigen Leibwächtern aus dem Führerbegleitkommando im Garten der Reichskanzlei gemäß Hitlers letzten Verfügungen verbrannt. Nach Eintreffen der Alliierten wurden die verkohlten Überreste von diesen zunächst notdürftig in einem Granattrichter auf dem Gelände der Reichskanzlei und Berichten zufolge später gemeinsam mit den Überresten Hitlers, Goebbels’ und seiner Angehörigen, General Hans Krebs’ sowie Hitlers Hunden insgesamt acht Mal, zuletzt in einer sowjetischen Kaserne bei Magdeburg, vergraben; erst 1970 seien ihrer aller Überreste auf Anweisung von KGB-Chef Juri Wladimirowitsch Andropow eingeäschert und in die Ehle bei Biederitz gestreut worden. Der Todeszeitpunkt Brauns ist durch Beschluss des Amtsgerichts Berchtesgaden vom 17. Januar 1957 (Az.: II 2/57) auf den 30. April 1945, 15:28 Uhr, festgestellt worden. Damit liegt ihr amtlicher Todeszeitpunkt zwei Minuten vor dem Hitlers.

## Beurteilung nach dem Krieg
Nach ihrem Tod und dem Ende des Nationalsozialismus wurde Eva Hitler von der Berufungskammer München als in der NS-Zeit belastet eingestuft (siehe Entnazifizierung). Ihr Nachlass wurde beschlagnahmt, da festgestellt wurde, dass dieser ausschließlich aus Zuwendungen Hitlers stammte. Ein postum veröffentlichtes Tagebuch erwies sich als Fälschung, von ihrem Tagebuch sind nur wenige Seiten aus dem Jahr 1935 erhalten, die erstmals 1968 von dem Autor und Journalisten Nerin E. Gun herausgegeben wurden.
Historiker heben hervor, dass Braun eine Scheinwelt aufbaute und in ihr lebte, in der sie alle negativen Seiten des Diktators und seiner Herrschaft ausblendete. In einer Zeit der Not der Bevölkerung und des von Hitler maßgeblich verursachten Weltkrieges genoss sie in der Abgeschiedenheit und der Sicherheit des Obersalzbergs einen Dauerurlaub unter luxuriösen Verhältnissen. Daran ließ sie ihre Eltern teilhaben, wenn sie zum Beispiel gemeinsam mit ihnen und ihrer Schwester Gretl mit dem Flugzeug Hitlers zum Badeurlaub nach Italien flog. Historische Ereignisse, von denen sie zwangsläufig erfuhr, bewertete sie in ihren Aufzeichnungen ausschließlich danach, ob sie Hitler von einer baldigen Rückkehr nach Hause abhalten könnten.

## Filmaufnahmen
- Das geheime Filmarchiv der Eva Braun. POLAR Film + Medien
- Nordlandreise 1939. Filmaufnahmen einer Reise Eva Brauns mit der MS Milwaukee, Zeitreisen-Verlag.

## Eva Braun in der Kunst

### Spielfilm

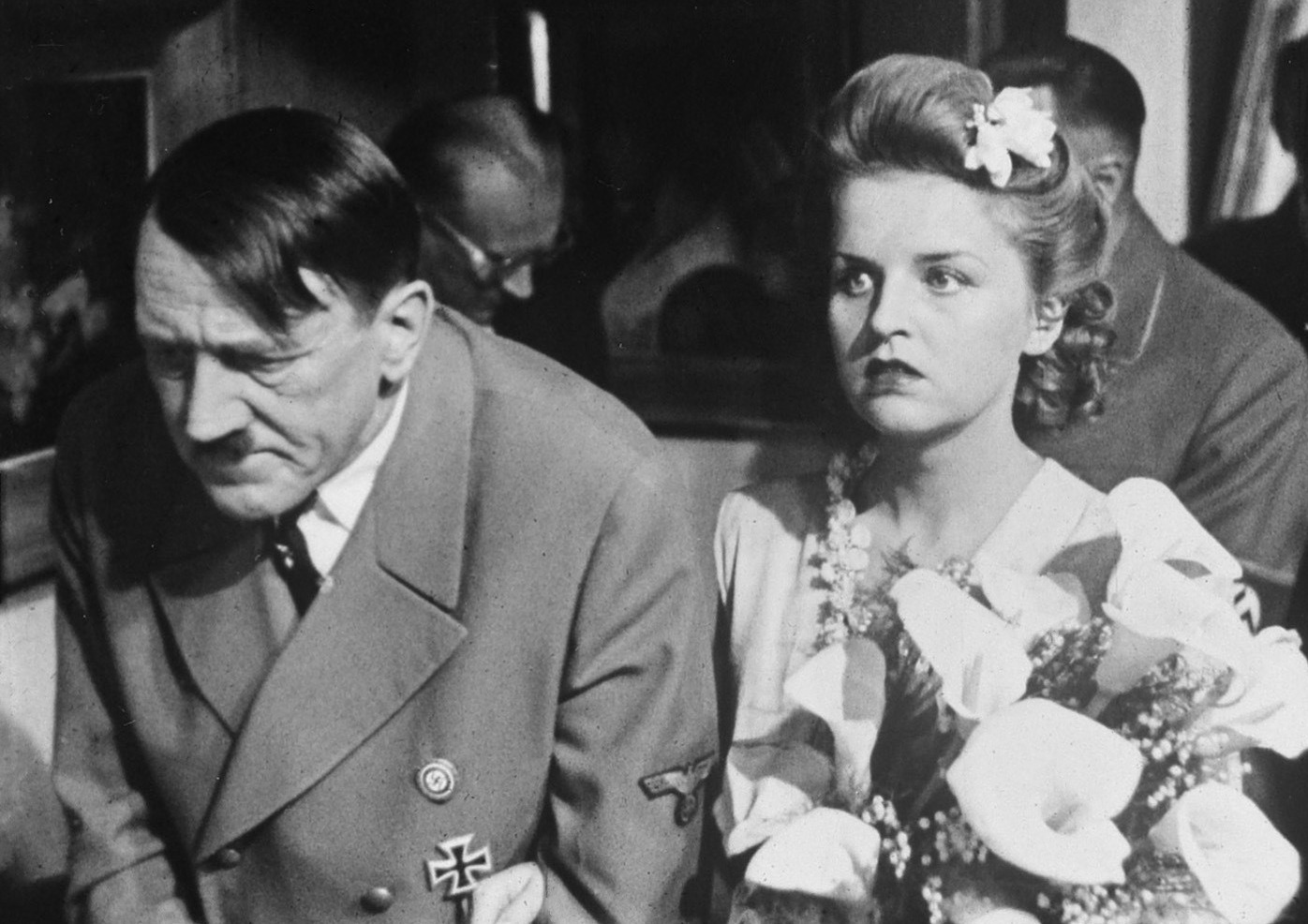
Wladimir Saweljew als Hitler und Marie Nováková als Eva Braun im sowjetischen Film Der Fall von Berlin (Originaltitel: Падение Берлина)

Unter anderem in folgenden Spielfilmen wird Eva Braun dargestellt:
- In Der Fall von Berlin (1950) wird Eva Braun von Marie Nováková gespielt.
- In Der letzte Akt (1955) spielt Lotte Tobisch Eva Braun.
- In Hitler – Die letzten zehn Tage (1973) hat Doris Kunstmann die Rolle der Eva Braun übernommen.
- In Moloch (1999) von Alexander Sokurow wird Eva Braun von Yelena Rufanova verkörpert.
- In Der Untergang (2004) wird sie dargestellt von Juliane Köhler.

### Theater
- Stefan Kolditz: Eva, Hitlers Geliebte. UA am 29. November 1996 am Berliner Ensemble mit Corinna Harfouch
- Karsten Stegemann: Eva Braun Medea, Ein Deutsches Bunkermärchen. UA am 26. Januar 2008, Eigenreich Berlin mit Sesede Terziyan
- Ulrich Hub: Fräulein Braun. UA Thalia Theater Hamburg 1995

### Belletristik
- Sibylle Knauss: Evas Cousine. Roman. Claassen, München 2000, ISBN 3-546-00236-9.
- Thomas Lundmark: Eva Braun: Her Life and Times: 1912–1945, Romanbiographie, Birch Grove Publishing 2018, ISBN 978-1-945148-03-3.

### Musik
- Die serbische Band Eva Braun nannte sich aus Provokation nach Hitlers Geliebter.
- Die deutsche Band Die Ärzte spielte Anfang der 1980er Jahre regelmäßig das Lied Eva Braun, nahm es auch auf, veröffentlichte es jedoch erst 2019 auf dem Album They’ve Given Me Schrott! – Die Outtakes.

## Dokumentarfilme
Michael Kloft / ZDFinfo (2017): Eva Braun – Die Braut des Bösen
- Teil 1 (45 min): Heimliche Geliebte (online)
- Teil 2 (45 min): Bis in den Tod (online)